# Холм Сютро
Холм Сютро — холм в центральной части Сан-Франциско, Калифорния. Первоначально он назывался холм Парнассус (Parnassus).

## География
Высота холма составляет 227 метров. Холм Сютро является одним из множества холмов, получивших название, находящихся в пределах Сан-Франциско и принадлежит к числу первоначальных "Семи Холмов".
Большая часть холма находится во владении Калифорнийского университета в Сан-Франциско (UCSF). Участок земли площадью 25 Га, включая вершину, находится под защитой UCSF как Заповедник открытого пространства (Mount Sutro Open Space Reserve) и открыт для посещения.
Башня Сютро — огромная телевизионная и радиовещательная башня Области залива Сан-Франциско и хорошо видная достопримечательность города, находится не на холме Сютро. Она стоит на более низком холме, находящемся к югу между холмом Сютро и холмами Твин-Пикс.

## Лес Сютро

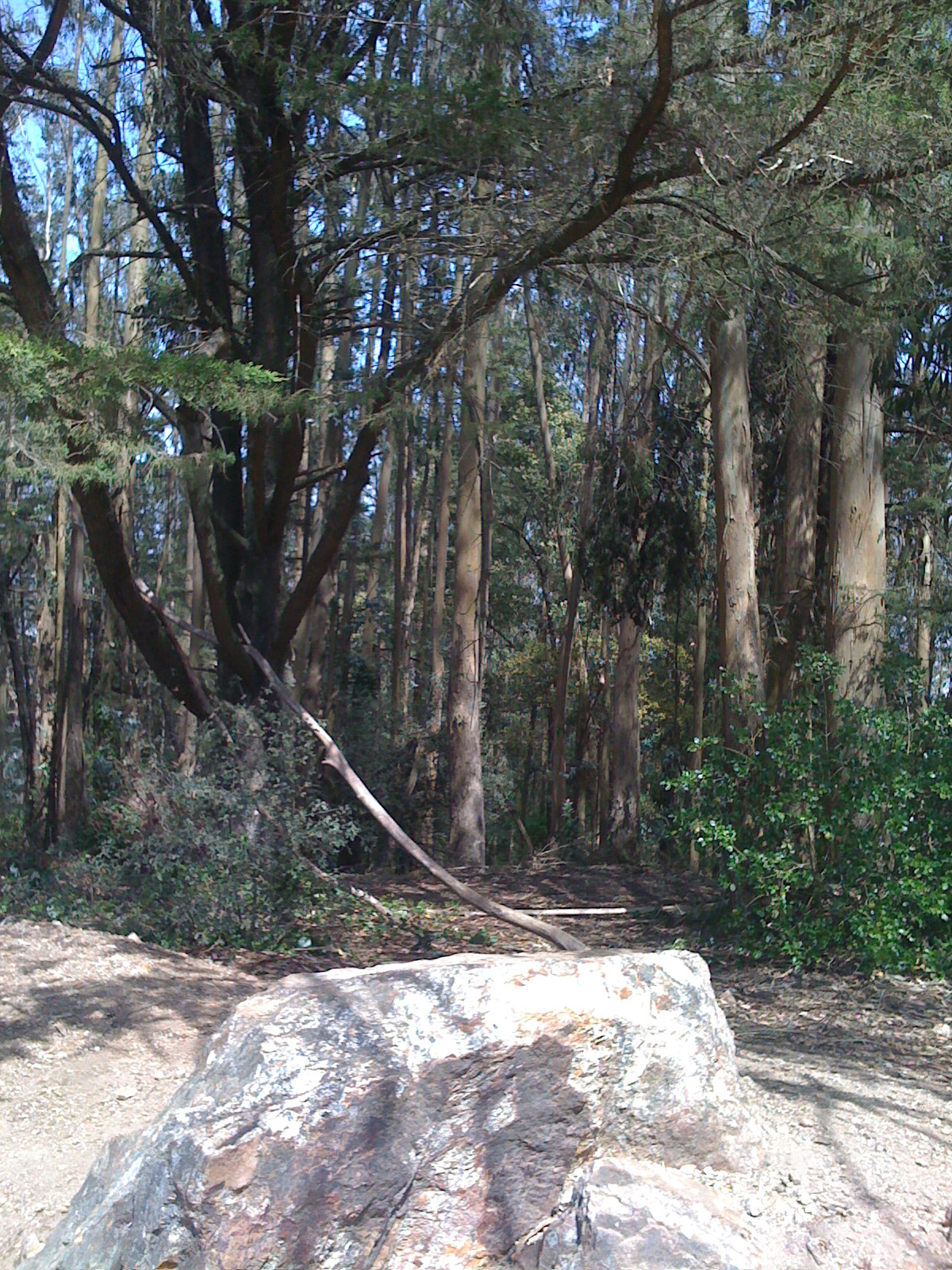
Эвкалиптовые деревья покрывают большую часть холма Сютро.

Холм Сютро был покрыт плотным лесом 80% которого представляют завезенные эвкалиптовые деревья, которые были посажены в конце XIX века. Высота более старых деревьев на сегодняшний момент составляет более 30 метров. Холм находится в границах сан-францисского туманного пояса, покрываясь туманом в течение всего лета. Высокие деревья помогают туману осесть, образующаяся влага поглощается штыбом и корнями деревьев, и лес остаётся влажным во время летних месяцев. От 30 до 40% своей влаги он получает благодаря туману. Холм покрыт густым подлеском не местной Армянской ежевики (Rubus armeniacus) и некоторыми другими растениями. Лес является средой обитания многочисленных видов птиц, включая Виргинского филина и различных дятловых. Около 30 видов птиц может быть встречено за одно утро наблюдения за птицами.
7.7 Га территории холма Сютро принадлежит городу, эвкалиптовый лес, находящийся на ней и называемый Внутренним зелёным поясом (Interior Green Belt), прилегает к части Заповедника открытого пространства холма Сютро, принадлежащего UCSF.  Лес граничит на севере с медицинским центром UCSF и Исследовательским корпусом стволовых клеток UCSF; на западе с районом Сансет; на юге с нейборхудом Форест Ноллс (Forest Knolls), построенным в конце 1950-х годов на очищенной от леса земле; и на востоке с нейборхудом Кол Вэлли.

### Рекреационная зона
Ротари Медоу (Rotary Meadow) — сад местных растений штата Калифорния, находится на вершине на территории Заповедника открытого пространства холма Сютро. Он был основан на пожертвования в размере $100,000 долларов, поступивших от организации San Francisco Rotary Club #2 и её членов в 2004 году. Сад находится под управлением волонтеров организации Sutro Stewards, а вода поставляется UCSF. Доступ в сад осуществляется с помощью асфальтированной дороги, идущей от Кларендон-авеню через жилой комплекс Aldea San Miguel, принадлежащий UCSF. Большинство растений в саду достигают пика цветения весной. Сад закрыт эвкалиптовым лесом, и поэтому с него не открываются виды на город, как на близлежащих холмах Твин-Пикс и Танк-Хилл, на которых леса отсутствует.
Доступ к холму и лесу осуществляется с использованием походных троп, множество из которых подходят для горных велосипедов. Sutro Stewards.org: Map of Mount Sutro  Другой доступ к вершине возможен с 7-й Авеню на западной стороне холма, для этого необходимо подняться по публичной лестнице с 355 ступеньками идущей от Уоррен Драйв (Warren Drive) до Крестмонт Драйв (Crestmont Drive) (названной Оакхарст Вэй (Oakhurst Way) на многих картах), затем повернуть налево, в сторону севера и войти в лес в месте, где дорога Крестмонт делает резкий поворот на восток.

### Реставрация и сохранение
В 2009 году UCSF подал заявку на грант от FEMA для удаления большинства эвкалиптовых деревьев (до 23% на своей территории), для улучшения пожарной безопасности кампуса и жилого микрорайона. Идея была поддержана местными адвокатами, занимающимися восстановлением среды обитания, в связи с желанием возврата и расширения местных видов, для поддержания местной флоры и фауны в чертах города.
Некоторые местные жители выступили против плана, поэтому в феврале 2010 года UCSF анонсировал отзыв своего заявления у Федерального агентства по управлению в чрезвычайных ситуациях и вместо этого заявил о проведении полной оценки воздействия на окружающую среду (EIR) в соответствии с Калифорнийским законом о качестве окружающей среды (CEQA) перед продолжением планов восстановления первоначальной экологии холма Сютро. Спустя более 4 лет после этого первый шаг — предварительный черновик EIR для общественного обсуждения и комментариев, еще должен быть выполнен UCSF.

## История

### XIX век
Большую часть XIX века холм Сютро находился в границах Ранчо Сан-Мигель Верхней Калифорнии, участке мексиканской земли отданной в дар Хосе де Хесус Ноэ (Jose de Jesus Noe) в 1846 году.
Ранчо было приобретено в собственность Адольфом Сютро в 1879 году, вскоре после того, как принадлежащее ему рудное месторождение Комсток-Лоуд было выкуплено его партнерами, компанией "Silver Big 4." Это дало возможность Сютро инвестировать в недвижимость Сан-Франциско в очень крупном масштабе — в один момент времени он владел почти 10% общей площади Сан-Франциско. Сютро использовал ежегодные празднования Дня посадки деревьев для посадки деревьев (в конечном счёте были посажены тысячи деревьев) на скалистых склонах и лощинах, покрытых прибрежным шалфеем и чапаралем и песчаных дюнах в своих владениях.
Сютро изначально планировал разработать жилые микрорайоны на холме, в то время называющемся Холм Парнассус (Mount Parnassus), и на другом к востоку, который он именовал Холм Олимпус (Mount Olympus). Позже холм был переименован в холм Сютро, в честь Сютро, который также, c 1894 по 1896 годы, был 24-м мэром Сан-Франциско.
В июле 1895 года Сютро отдал в дар участок размером 5.3 Га расположенный на уступе  Парнассус бенч (Parnassus bench) с видом на парк Золотые ворота, для того чтобы он служил местом для кампуса для Аффилированных колледжей Калифорнийского университета (Affiliated Colleges of the University of California), на сегодняшний день кампуса Парнассус университета Калифорния, Сан-Франциско. В 1898 году Адольф Сютро умер, владея большим количеством земли, но в бедноте в результате чего урегулирование его имущества было долгим и трудным. Некоторые планы компании Sutro Development Company были выполнены, включая уличный трамвай на бульваре Парнассус-булевард, который работал для того, чтобы обслуживать застройки этой компании, в то время как, множество других были остановлены судебным разбирательством.

### XX век
После заселения недвижимости Сютро и почти 20 лет судебных разбирательств, крупная часть разработанной, покрытой эвкалиптовыми лесами территории начала расчищаться около 1930 года. Это продолжилось до 1960 годов. Город расширялся на запад, и земля разрабатывалась под коммерческие и жилые нужды. Хотя планировалось использование территории в качестве леса, предназначенного для отдыха, некоторые участки леса были вырублены наследниками Сютро. В 1934 году после пожара, эти вырубки были остановлены. Лес был вырублен снова во время Второй мировой войны для использования в качестве дров.
Холм Сютро и большинство оставшегося леса, расположенного на его территории, находилось в границе участка 36 Га, приобретенного Университетом Калифорнии в 1952 году.